# استان ها گیانگ
استان‌ها گیانگ (به لاتین: Hà Giang Province) یک استان در ویتنام است که در منطقه شمال شرقی ویتنام واقع شده‌است.

## خصوصیات
استان‌ها گیانگ ۷٬۹۴۵٫۸ کیلومترمربع مساحت و ۷۰۵٬۱۰۰ نفر جمعیت دارد.